# Izvoarele minerale Săcelu
Izvoarele minerale Săcelu (monument al naturii) alcătuiesc o arie naturală (de interes național) protejată ce corespunde categoriei a III-a IUCN (rezervație naturală de tip mixt), situată în județul Gorj, pe teritoriul administrativ al comunei Săcelu.

## Descriere
Rezervația naturală cu o suprafață de 1 ha a fost declarată arie protejată prin Legea Nr.5 din 6 martie 2000 și reprezintă o zonă în teritoriul căreia se află mai multe izvoare cu ape sulfuroase, clorurate, bromurate sau iodurate; cu efecte benefice în tratarea anumitori boli.
Principalele afecțiuni care pot fi tratate la Băile Săcelu sunt: 
	- afecțiuni ale aparatului locomotor (afecțiuni reumatismale, inflamatorii, degenerative,
	- abarticulare, osteoporoză).
	- afecțiuni neurologice periferice (pareze ușoare, paralizii)
	- afecțiuni ale sistemului nervos central
	-  afecțiuni ginecologice
- afecțiuni ale aparatului respirator
	-  afecțiuni digestive, hepato-biliare și renale;
	Turiștii interesați pot găsi informații actualizate (2013) pe: http://gazetadedimineata.ro/turism-ecologie/minunea-de-la-gorj-baile-sacelu-in-haina-noua